# Parasenecio firmus
Parasenecio firmus là một loài thực vật có hoa trong họ Cúc. Loài này được (Kom.) Y.L.Chen mô tả khoa học đầu tiên năm 1999.